# Jacopo Melani
Jacopo Melani (Pistoia, 6 de julio de 1623 – Pistoia, 18 de agosto de 1676) fue un compositor, organista y cantante italiano. Hermano de Alessandro Melani y Domenico Melani.

## Biografía
Hijo mayor de Domenico Melani y Camilla Giovannelli, formó parte de una importante familia de músicos, y se acercó a la música y al canto desde pequeño.
Desde 1645 fue organista y luego maestro de capilla en la catedral de San Zeno de Pistoia .
En 1644 debutó en la corte parisina y en 1647 interpretó a Júpiter en el exitoso estreno de Orfeo junto a Atto Melani y Marc'Antonio Pasqualini en el Palais-Royal de la capital francesa. En estos años se hizo sacerdote y continuó su carrera teatral.
Al mismo tiempo también se convirtió en organista de la Congregación del Espíritu Santo y colaboró con importantes academias florentinas, que organizaban los principales espectáculos musicales. 

## Obras
Compuso un buen número de óperas cómicas: La Tancia o il Podestà de Colognole con motivo de la inauguración del Teatro della Pergola de Florencia (1657), Il Crazy Per Forza (1658) en el Teatro della Pergola, Il Vecchio Burlato (1659) en el Teatro della Pergola y El criado móvil ( 1660 ). También en 1657 tuvo su estreno mundial la ópera Scipione en Cartagine en el Teatro Niccolini (Florencia).
Compuso la ópera seria Ercole in Tebe, representada en 1661 con el tenor Antonio Cesti y Giovanni Francesco Grossi en el Teatro della Pergola con motivo del matrimonio del príncipe Cosimo III con Margarita Luisa de Orleans . En 1668 se estrenó Il Girello con libreto de Filippo Acciaiuoli en el Palazzo Colonna de Roma, en 1669 El regreso de Ulises en el Palazzo dei Medici de Florencia, en 1670 Enea in Italia en el Palazzo dei Medici y en 1674 Tacere et amore en el Teatro Niccolini (Florencia).

## Legado
Su música fue heredada por los padres de la Congregazione del Chiodo de su ciudad y comprada por el Gran Duque de Toscana. 
También destacaron sus siete hermanos, entre ellos Alessandro, maestro di cappella y autor de oratorios y motetes . 